# Віолаксантин
Віолаксантин — пігмент ксантофілу помаранчевого кольору, який трапляється в різних рослинах. Віолаксантин є продуктом епоксидування зеаксантину, де атоми кисню походять з активних форм кисню (АФК). Такі АФК виникають, коли рослина піддається впливу сонячного випромінювання настільки інтенсивного, що хлорофіл не може повністю поглинути світло.

## Харчовий барвник
Віолаксантин використовується як харчовий барвник під номером E E161e та номером INS 161e. Барвник не схвалений для використання в продуктах харчування в ЄС або Сполучених Штатах, але дозволений в Австралії та Новій Зеландії.

## Віолаксантиновий цикл
Віолаксантин є учасником віолаксантинового циклу.

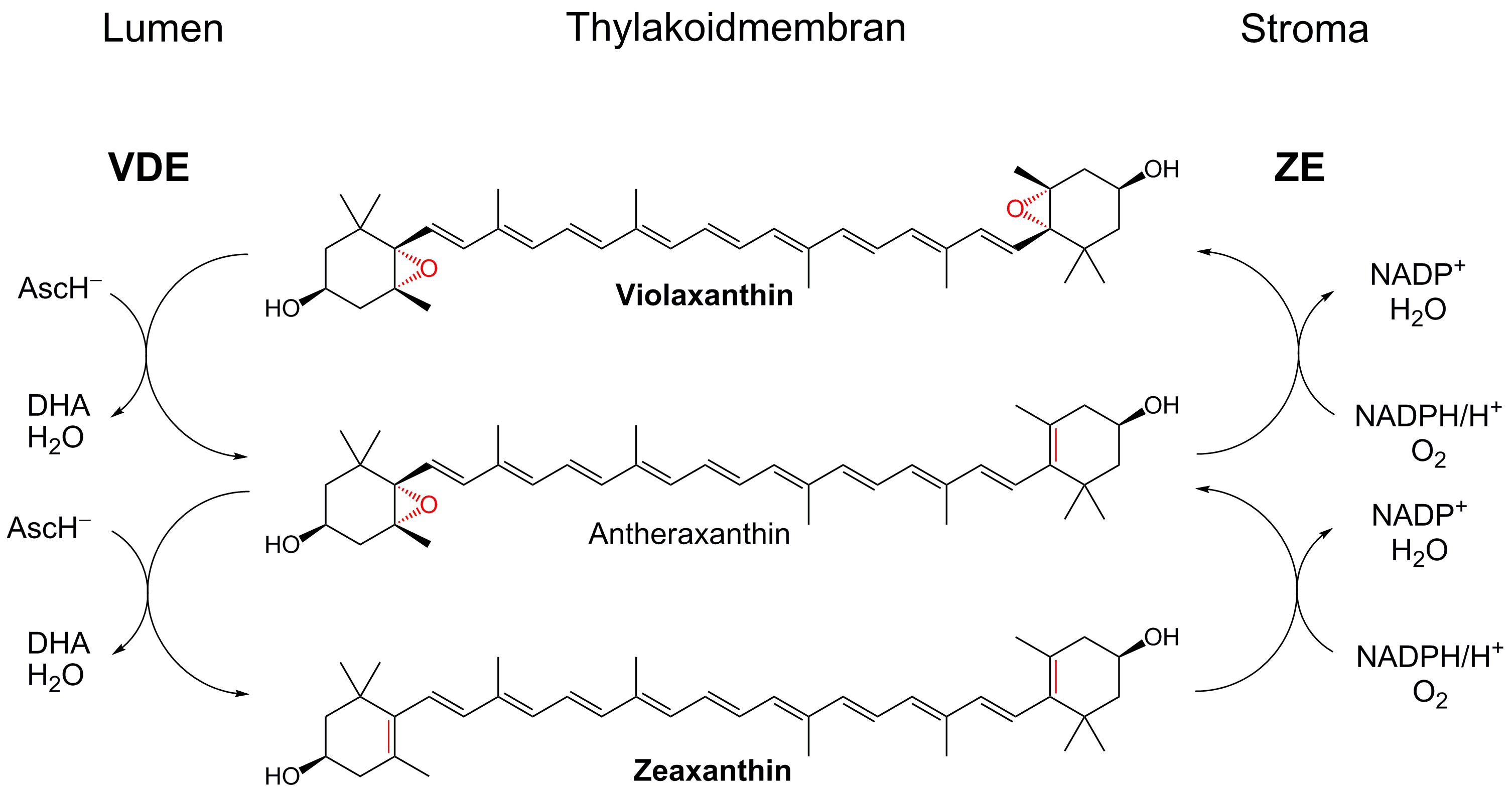
Ксантофіловий цикл